# 普列奥布拉热尼耶 (滨海边疆区)
普列奥布拉热尼耶（羅馬化：Preobrazheniye）是俄罗斯滨海边疆区的市级镇，为拉佐区人口最多的聚居地。地处滨海边疆区南部沿海地区，位于日本海的普列奥布拉热尼耶湾沿岸，在区行政中心拉佐村南、边疆区首府符拉迪沃斯托克（海参崴）东偏南方。
该地2022年人口有6,602人；2010年人口7,184；2002年人口9,335；1989年人口12,213。